# آگوستاوستلند ۱۱۹ کوالا
آگوستاوستلد اِی‌دبلیو۱۱۹ کوالا (AgustaWestland AW119 Koala) که از سال ۲۰۱۶ توسط لئوناردو تولید می‌شود، یک بالگرد چندمنظوره و کاربردی هشت‌سرنشینه است که از یک موتور توربوشفت تکی که برای بازار بالگردهای غیرنظامی تولید می‌شود، نیرو می‌گیرد. این هواگرد، پیش از ادغام آگوستا-وستلند با عنوان آگوستا کوآلا اِی۱۱۹، معرفی شده بود.

## کاربران
الجزایر
- نیروی هوایی الجزایر[۴]

 استرالیا

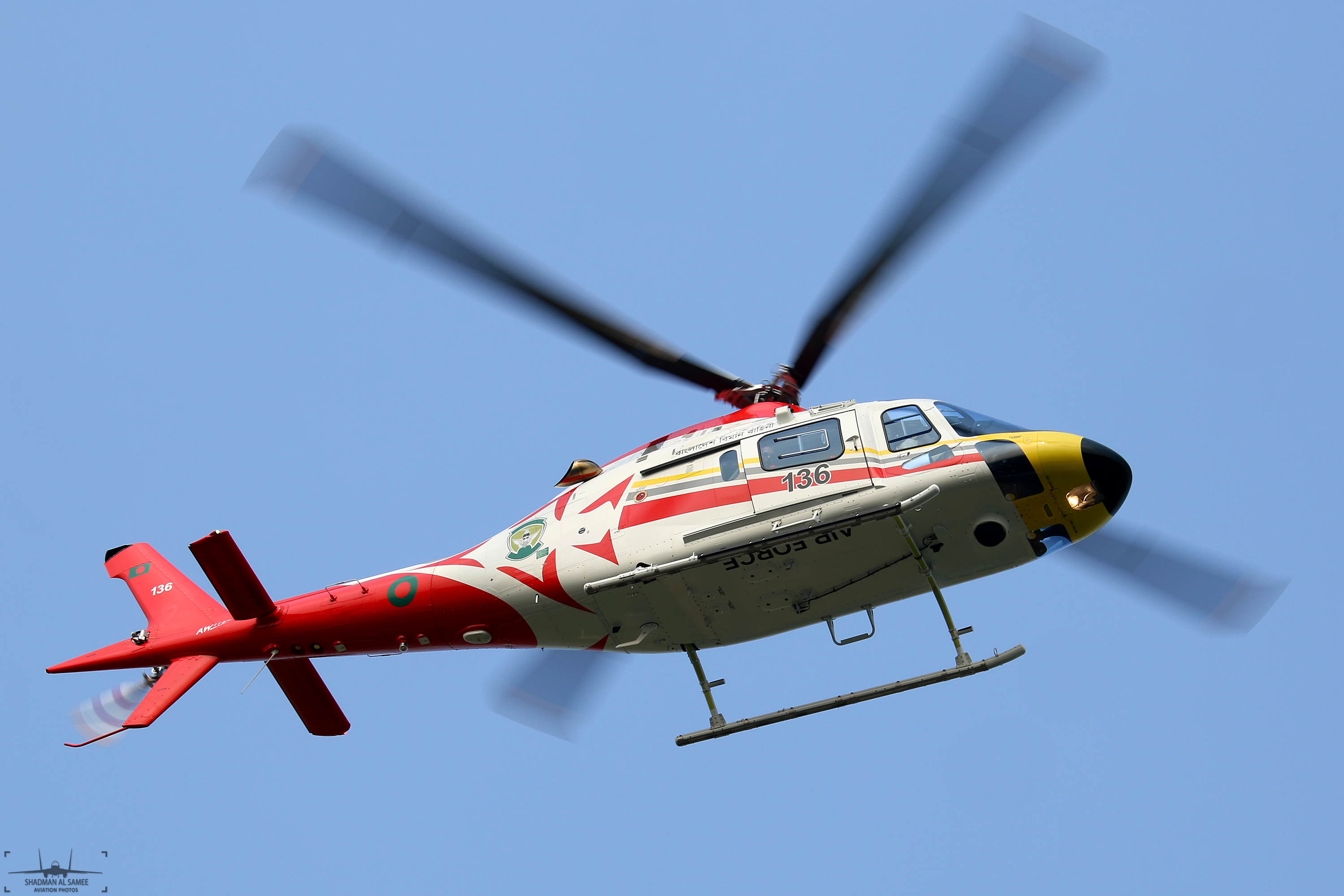
نیروی هوایی بنگلادش

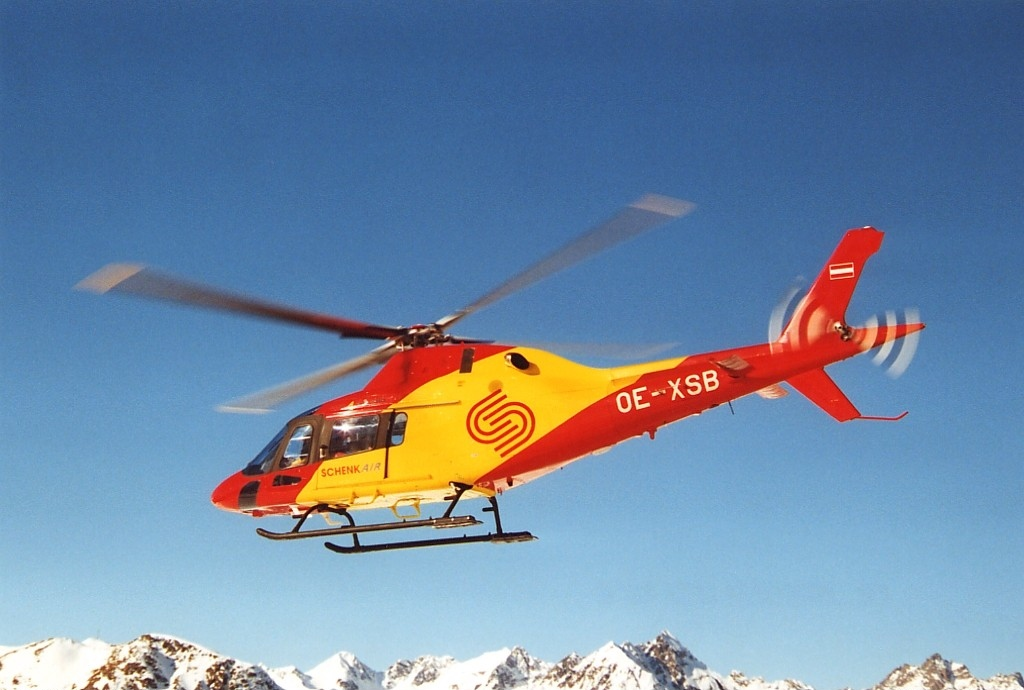
کوالای شرکت شنک ایر

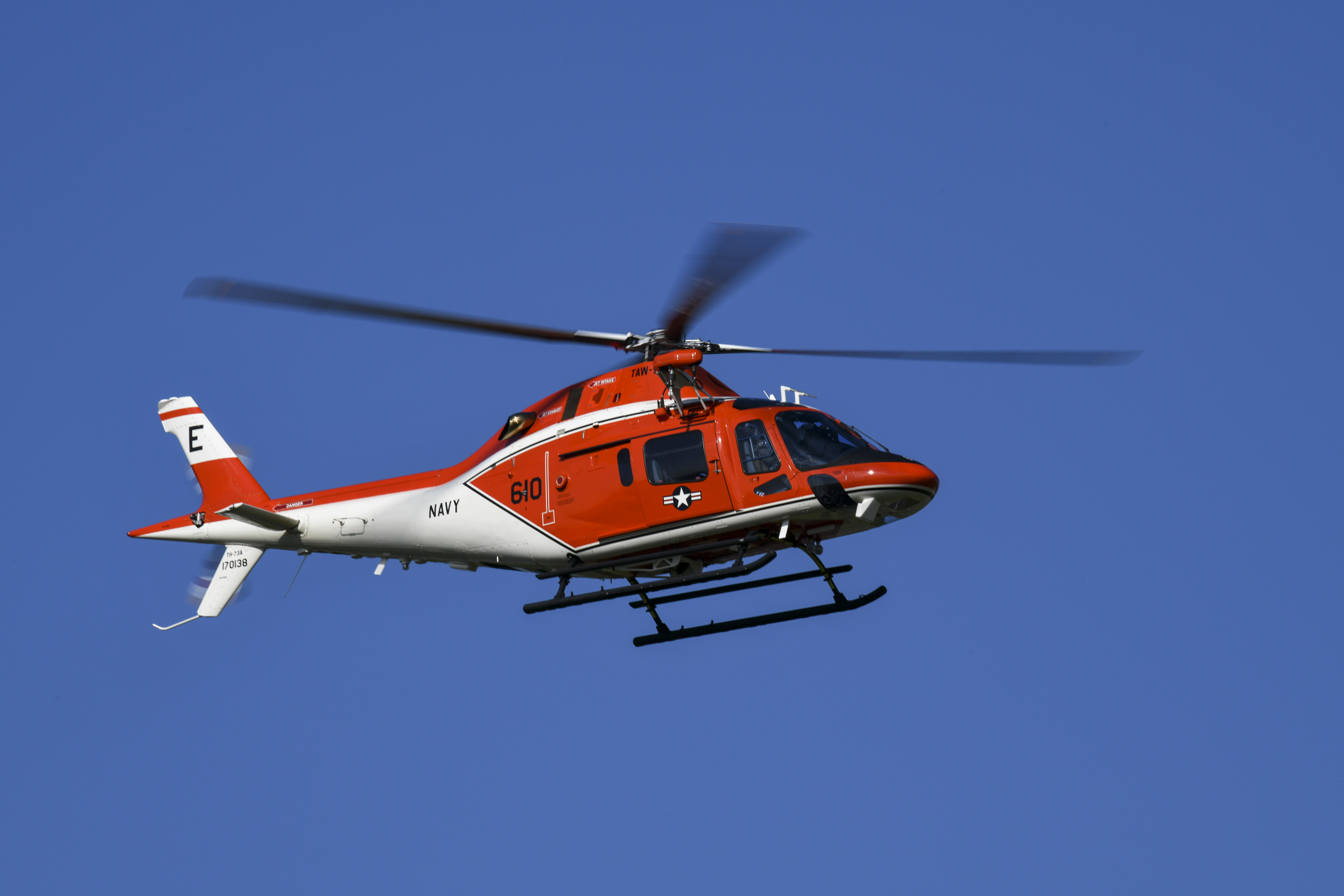
اِی۱۱۹ در نیروی دریایی ایالات متحده

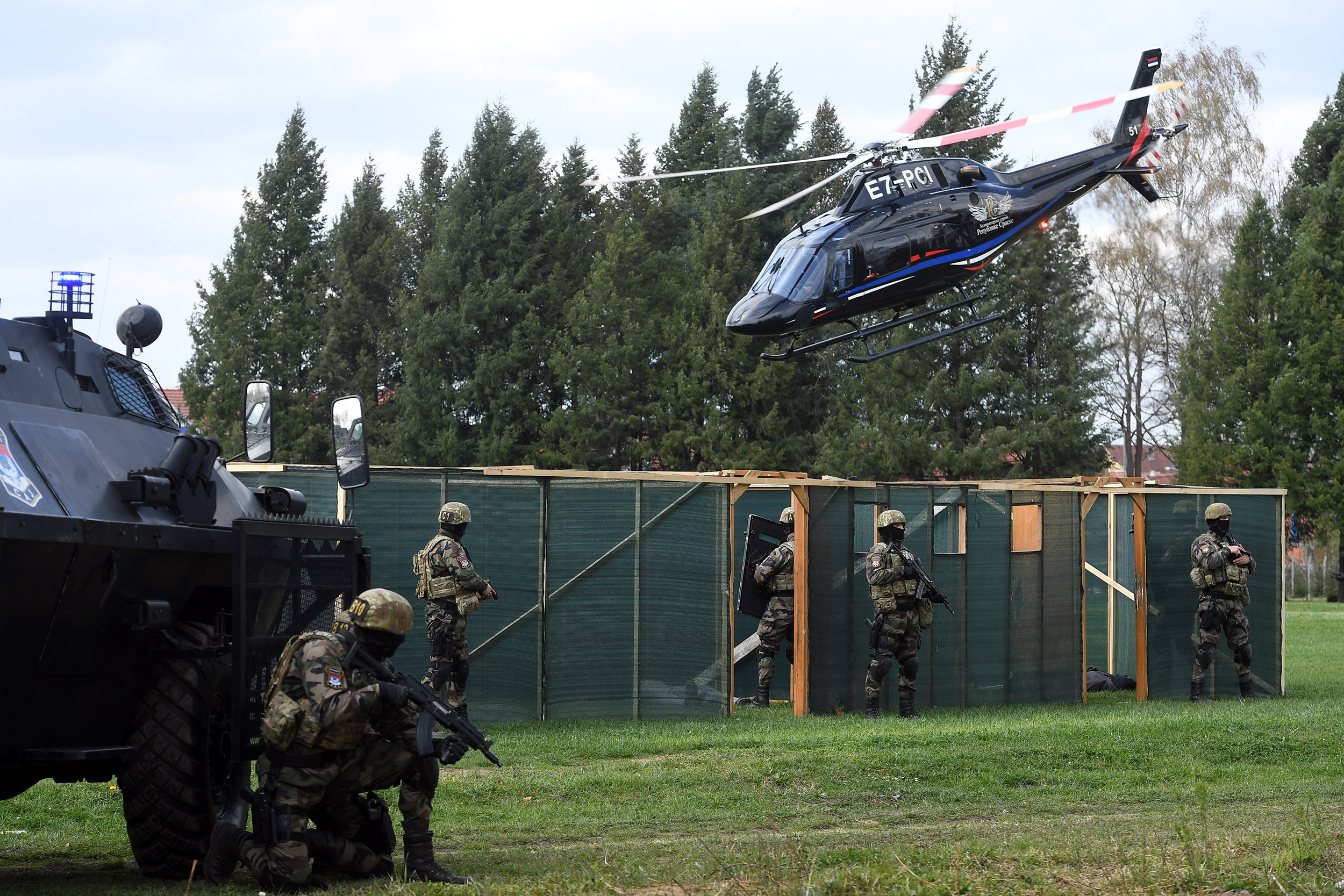
کوالا در تمرین واحدهای ویژه ضد تروریستی سرویس هلیکوپتری «ریپابلیکا صربسکا»

- خدمات هلیکوپتری امداد و نجات وستپک[۵]

 بنگلادش
- نیروی هوایی بنگلادش - ۲ فروند در خدمت از سال ۲۰۱۹.

 برزیل
- پلیس بزرگراه فدرال (ثبت ۶ مورد سفارش)
- ایالت گوییاس[۶]
- ایالت سانتا کاتارینا[۷]
- ایالت ریو گرانده جنوبی[۸][۹]

 اکوادور
- نیروی هوایی اکوادور.[۱۰][۱۱]

 فنلاند
- گارد مرزی فنلاند - ۴ فروند در حال فعالیت.[۱۲]

 اسرائیل
- نیروی هوایی اسرائیل (۱۲ مورد سفارش داده شده)[۱۳][۱۴]

 کره جنوبی
- آژانس پلیس ملی[۱۵]

 لتونی
- گارد مرزی ایالتی (۲ فروند سفارش شده)[۱۶]

 مالزی
- وست‌استار اوییشن[۱۷]

 مکزیک
- ایالت مخیکو[۱۸]

 پرتغال
- نیروی هوایی پرتغال[۱۹][۲۰]

 جمهوری صرب (بوسنی و هرزگوین)
- سرویس هلیکوپتری «ریپابلیکا صربسکا»[۲۱]

 ایالات متحده آمریکا
- اداره پلیس شهر نیویورک[۲۲] (جایگزین بل ۴۲۹)
- اداره پلیس فونیکس[۲۳]
- نیروی دریایی ایالات متحده - ۶۸ فروند، ثبت سفارش شده و تا ۱۳۰ فروند نیز، برنامه‌ریزی شده[۲۴]
- آمبولانس هوایی و نجات غریق بیمارستان دانشگاه نیومکزیکو[نیازمند منبع]

## ویژگی‌ها (AW119Kx)
داده‌ها از AgustaWestland AW119Kx brochure
ویژگی‌های عمومی
- خدمه: ۱–۲
- ظرفیت: ۶–۷ سرنشین یا ۱٬۴۰۰ کیلوگرم (۳٬۰۸۶ پوند)
- طول: ۱۲٫۹۲ متر (۴۲ فوت ۵ اینچ)
- ارتفاع: ۳٫۶۰ متر (۱۱ فوت ۱۰ اینچ)
- وزن خالی: ۱٬۴۸۳ کیلوگرم (۳٬۲۶۹ پوند)
- بیشترین وزن برخاست: ۲٬۸۵۰ کیلوگرم (۶٬۲۸۳ پوند)
- ظرفیت سوخت: 
3-cell fuel system ۶۰۵ لیتر (۱۶۰ گالون آمریکایی)
4-cell fuel system ۷۱۱ لیتر (۱۸۸ گالون آمریکایی)
5-cell fuel system ۸۷۰ لیتر (۲۳۰ گالون آمریکایی)
- پیشرانه: ۱ عدد موتور توربوشفت Pratt & Whitney Canada PT6B-37A، ۷۴۷ کیلووات (۱٬۰۰۲ اسب بخار)
- قطر روتور اصلی:  ۱۰٫۸۳ متر (۳۵ فوت ۶ اینچ)
- مساحت روتور اصلی: ۹۲٫۱ متر مربع (۹۹۱ فوت مربع)

عملکرد
- سرعت کروز: ۲۴۴ کیلومتر بر ساعت (۱۵۲ مایل بر ساعت، ۱۳۲ گره)
- بیشینه سرعت مجاز: ۲۸۲ کیلومتر بر ساعت (۱۷۵ مایل بر ساعت، ۱۵۲ گره)
- بُرد: ۹۵۴ کیلومتر (۵۹۳ مایل، ۵۱۵ مایل دریایی)
- مداومت پروازی: ۵ ساعت و ۲۰ دقیقه
- حداکثر ارتفاع: ۴٬۵۷۲ متر (۱۵٬۰۰۰ فوت)
- نرخ صعود: ۹٫۱ متر بر ثانیه (۱٬۷۹۰ فوت بر دقیقه)